# Chant X de l'Enfer
Le Chant X de l'Enfer est le dixième chant de l'Enfer de la Divine Comédie du poète florentin Dante Alighieri. Il se déroule dans le sixième cercle dans la cité de Dite , à savoir ou sont punis les hérétiques ; nous sommes à l'aube du 9 avril 1300 (samedi saint), ou selon d'autres commentateurs du 26 mars 1300.

## Thèmes et contenus

### Les Épicuriens: versets 1-21

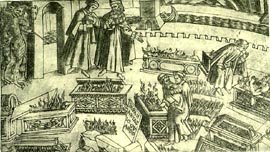
Dante et Virgile parmi les tombes des épicuriens; illustration de Baccio Baldini.

Dans le Chant précédent, l'arrivée du messager de Dieu avait ouvert aux deux voyageurs l'entrée de la ville de Dite. Derrière la porte ouverte par la baguette de l'ange, une imagerie grossière s'offrait au Poète : une étendue de sépulcres, dont certains sont incendiés et d'où sortent d'horribles lamentations. Dante a déjà deviné que sont punis ici « ceux qui font mourir l'âme avec le corps  » (verset 15), c'est-à-dire ceux qui ne croient pas à l'immortalité de l'âme (les épicuriens ou athées). Bien que Virgile ait parlé de toutes les hérésies dans le Chant précédent, ici on ne rencontre que les hérétiques épicuriens et même le contrapasso est calibré pour eux : puisqu'ils ne croyaient pas à la vie après la mort, ils sont maintenant morts parmi les morts ; en outre, ils ne peuvent pas voir dans le présent et le passé mais seulement dans le futur ; ceci peut être compris par la suite quand Cavalcante Cavalcanti interroge Dante sur son fils : Guido Cavalcanti. Dante, passant entre les murs de Dite et les tombes découvertes demande :
« La gente che per li sepolcri giace
potrebbesi veder? Già son levati
tutt'i coperchi, e nessun guardia face. »
— Dante, Enfer - Chant X

« Les gens qui près des sépulcres gisent
pouvons-nous voir ? Déjà tous les couvercles sont soulevés et on ne fait pas de garde. »
— Enfer - Chant X
Dante est générique, mais en réalité il souhaite voir une âme en particulier, celle de Farinata degli Uberti, comme il l'a déjà exprimé à Ciacco dans le Chant VI. Virgile saisit immédiatement l'allusion de Dante, mais entre-temps il lui explique comment ces sépulcres ne seront scellés qu'après le Jugement dernier, après que les corps auront été réunis avec les âmes, et il dit que cette partie du cimetière est dédiée aux épicuriens ; puis il revient à la question de Dante et lui dit que son souhait sera bientôt exaucé, même dans la partie qu'il ne dit pas (c'est-à-dire rencontrer Farinata).

### Farinata degli Uberti: versets 22-51

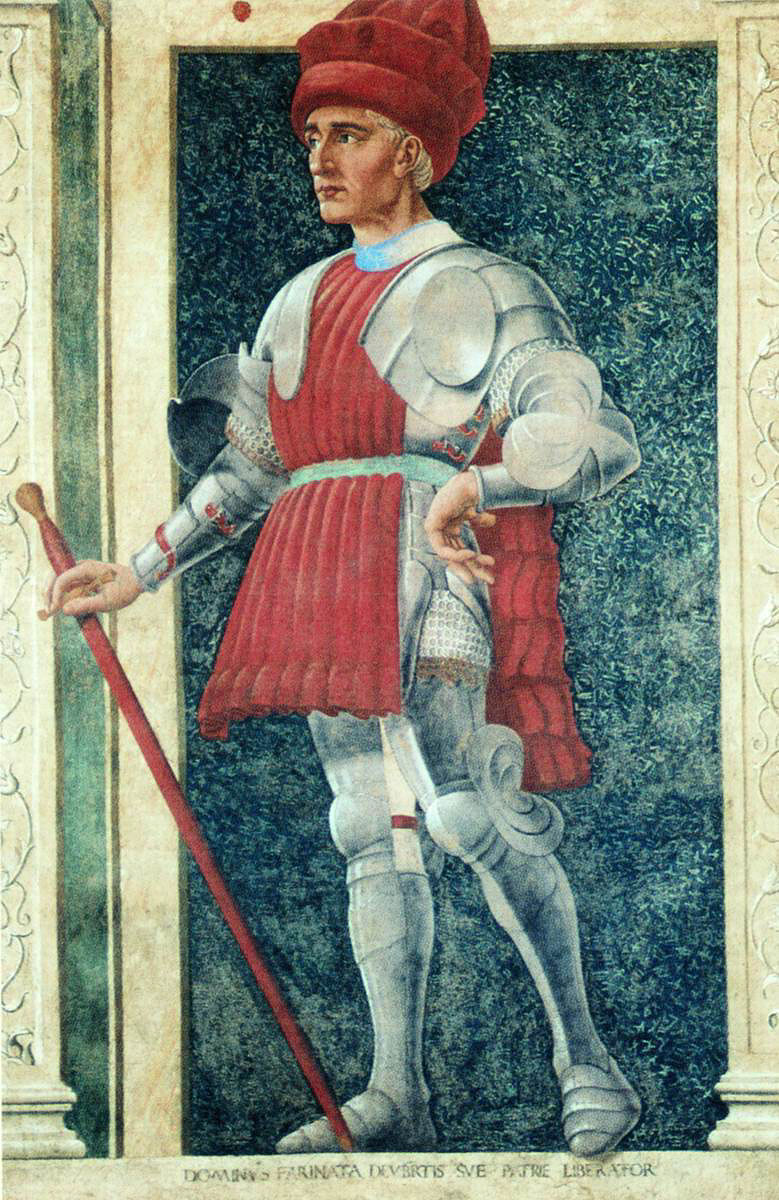
Farinata degli Uberti, série d'hommes illustres, Andrea del Castagno (fresque détachée en dépôt aux Offices)

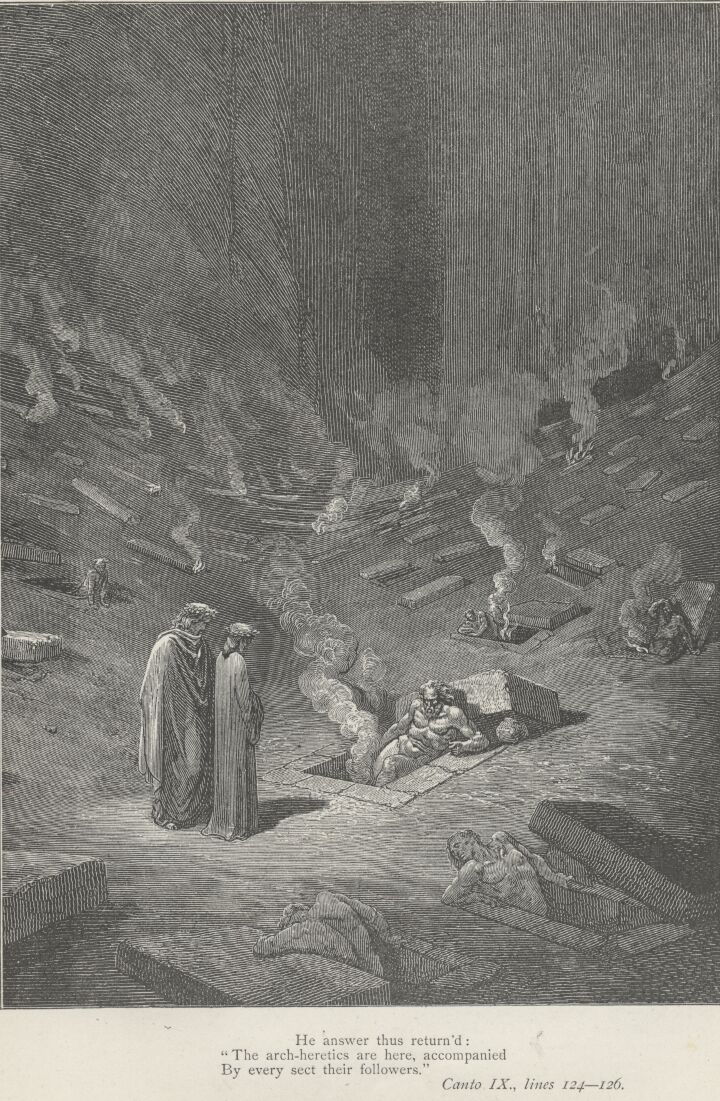
Dialogue avec Farinata degli Uberti, illustration de Gustave Doré

À peine les mots du poète sont-ils achevés qu'une voix soudaine s'élève et demande : « Ô Toscan, qui marche vivant dans la ville en feu et qui parle d'un ton honnête, arrête-toi en ce lieu, car ton accent fait comprendre que tu viens de cette noble patrie envers laquelle j'étais peut-être trop gêné » (paraphrase des versets 23-27).
Dante se tourne vers la tombe d'où est sorti le son, mais ne s'éloigne pas de Virgile, qui l'incite alors à poursuivre :
« Volgiti! Che fai?
Vedi là Farinata che s'è dritto:
de la cintola in sù tutto 'l vedrai. »
— Dante, Enfer - Chant X

« Tourne-toi! Que fais-tu?
Vois Farinata qui s'est dressé:
de la ceinture au haut tu le verras. »
— Enfer - Chant X
Puis apparaît cet esprit sortant d'une tombe, dont Dante remarque immédiatement l'orgueil inhérent aux damnés : dos droit et front haut comme s'il avait un grand mépris pour l'Enfer ('com'avesse l'inferno a gran dispitto'). La rencontre se fait avec un grand personnage et Virgile lui-même conseille à Dante d'utiliser des mots « nobles »  : le dialogue est l'un des plus théâtraux de la Divine Comédie.
Le dialogue proprement dit commence au verset 42 : Farinata regarde Dante avec un peu de  dédain parce qu'il ne le reconnaît pas (il est né un an après sa mort), et sa première question est précisément : « Qui étaient tes ancêtres ?  ». Dante lui répond succinctement, puis Farinata, en haussant un peu les sourcils, répond que la famille de Dante (les Guelfes) était une farouche rivale de la sienne, de ses ancêtres et de son parti (Fieramente furo avversi / a me e a miei primi e a mia parte, versets 46-47), mais qu'il a pu les faire expulser deux fois en les battant (expulsion des Guelfes en 1251 et 1267).
Dante reprend immédiatement : « Si tu les as chassés, ils sont revenus deux fois, ce que les tiens (les Gibelins) n'ont pas pu faire » (paraphrase des versets 49-51). Puis Farinata prophétise l'exil de Dante en disant qu'il fera lui aussi l'expérience de la difficulté de retourner dans sa propre ville : « ... que tu sauras combien cet art pèse ». (versets 79-81).

### Apparition de Calvalcante Cavalcanti: versets 52-72

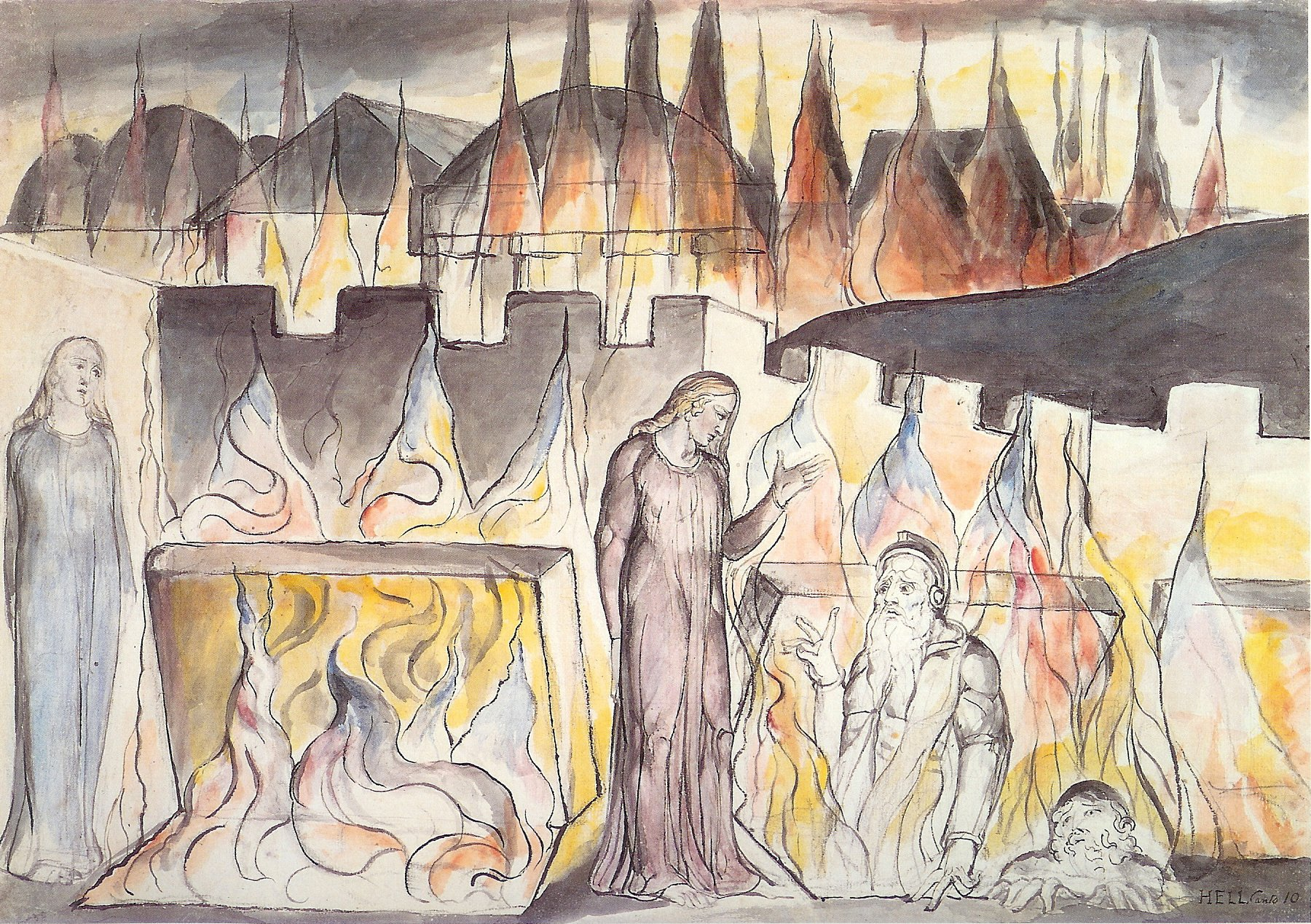
Farinata et Calvalcante avec Dante et Virgile, illustration de William Blake

Au moment où Dante répond poliment à Farinata en lui rappelant que lui et ses alliés ont été exilés, une nouvelle figure apparaît soudainement sur la scène, celle de Cavalcante Cavalcanti père de Guido, l'un des représentants les plus éminents du Dolce stil novo et un ami proche de Dante. Comme il est Guelfe, Dante prend soin de ne pas généraliser tous les Gibelins comme hérétiques, comme le faisaient des inquisiteurs peu scrupuleux en période de persécution politique.
Cavalcante sort seulement la tête de l'avellum (« je crois qu'il était à genoux, relevé », écrit Dante, verset 54), contrairement à son fier compagnon de tourment, et regarde autour de lui, comme s'il cherchait quelqu'un, et ne le trouvait pas :
« piangendo disse: Se per questo cieco
carcere vai per altezza d'ingegno,
mio figlio ov'è? E perché non è teco? »
— Dante, Enfer - Chant X, versets 58-60

« En pleurant, il dit : Si par cette prison aveugle 
vous cherchez la hauteur d'esprit,
 où est mon fils ? Et pourquoi n'est-il pas avec vous ? »
— Enfer - Chant X, versets 58-60
En d'autres termes, Cavalcante se demande pourquoi Dante a eu le privilège du voyage dans l'autre monde en raison de son génie et pas son fils Guido. Et Dante répond dans le triolet suivant :
« E io a lui: Da me stesso non vegno:
colui ch'attende là, per qui mi mena
forse cui Guido vostro ebbe a disdegno »
— Dante, Enfer - Chant X, versets 64-66

« Et moi à lui : Je ne suis pas venu de moi-même :

Celui qui attend là-bas, par ici me conduit

Peut-être que Guido avait du dédain. »
— Enfer - Chant X, versets 64-66
C'est-à-dire qu'il dit qu'il n'est pas seul (il y a Virgile) et que la destination du voyage serait un personnage que Guido dédaigne. La  version la plus simple est qu'il voulait dire que Guido n'aimait pas la raison, symbolisée par Virgile, mais cela ne colle pas au sens général ; il pourrait s'agir de Béatrice, la théologie, la femme qui a transformé en « Amor Dei » l'amour qu'elle avait allumé chez le jeune Dante, qui a ému Virgile ; ou encore de Dieu, qui n'est jamais nommé dans l'Enfer, mais auquel il est seulement fait allusion avec des pronoms. Il y a donc un motif philosophique pour lequel Dante s'écarte de Cavalcanti.
La plus cohérente est peut-être celle qui pointe vers Béatrice, car dans sa jeunesse, le poète et son ami Guido avaient été fascinés par l'amour qui imprégnait le « doux Stilnovo », mais la mort avait consacré Béatrice à un sévère projet de salut pour Dante, et l'objet inatteignable du désir était devenu l'instrument opérationnel de la grâce. Ainsi, les itinéraires intellectuels des deux amis s'étaient irrémédiablement divisés. L'horizon spéculatif de la pensée de Guido était resté marqué par l'animisme physique d'Épicure et l'« aristotélisme radical » des averroïstes pour qui l'amour, enfant des sens, était la source des pulsions irrationnelles et de l'agonie du désir.
Mais il y a un point de la réponse de Dante qui étonne Cavalcante, à savoir que le poète utilise le passé lointain « avait ».
« Come?
Dicesti elli ebbe? Non viv'elli ancora? »
— Dante, Enfer - Chant X, versets 67-68

« Comment ?
 Vous dites il avait ? Il n'a pas encore vécu? »
— Enfer - Chant X, versets 67-68
Cavalcante pense que son fils est mort et comme Dante hésite dans sa réponse, il se laisse tomber à plat ventre dans le tombeau et disparaît de la scène, désespéré.
L'épisode de Cavalcante a servi non seulement à montrer un Guelfe parmi les hérétiques, mais aussi à fournir le signal pour l'explication des capacités prophétiques des damnés qui seront expliquées plus tard dans le Chant.

### Reprise de la Conversation avec Farinata et sa Prophétie: versets 73-93

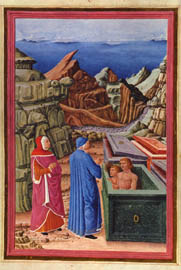
Farinata et Cavalcanti, illustration de Guglielmo Giraldi et aides, v. 1478

Farinata degli Uberti continue à parler comme si l'apparition de Cavalcanti n'avait pas eu lieu, comme s'il voulait exprimer sa supériorité. Puis Farinata reprend exactement là où il s'est arrêté : « Si mes Gibelins ont mal appris l'art de revenir après avoir été bannis, cela me tourmente plus que ce lit infernal ». (paraphrase des versets 77-78)
Dans le triplet suivant est exposée la deuxième prophétie qui anticipe l'événement de l'exil au personnage de Dante, Farinata avec ses pouvoirs divinatoires communs à chaque âme dans la prison éternelle, prévient que ce ne sera pas « cinquante pleniluni » plus tard que même Alighieri découvrira combien difficile est l'art de retourner à la maison.
Dante accepte en silence et Farinata continue en demandant pourquoi les Florentins sont si durs avec les Uberti, sa famille. Dante répond que c'est dû au massacre de Montaperti, qui « a rendu l'Arbia rouge  » (verset 86). Farinata soupire de chagrin, mais explique qu'il n'est pas le seul responsable de la bataille et que celle-ci a été provoquée dans un but bien précis. Il souligne toutefois qu'il a été le seul à défendre Florence de la destruction lorsqu'il a été entrepris de la raser après la concertation d'Empoli entre le roi Manfred de Sicile et les dirigeants gibelins.

### Limites de la Capacité divinatoire des Damnés: versets 94-120
La conversation politique entre Dante et Farinata touche à sa fin, mais Dante n'a pas pu se faire une idée complète et précise de Farinata car il n'est pas clair s'il voit dans le présent comme dans le futur. Le dernier passage fondamental de ce Chant est donc dû au fait que, plusieurs fois, Dante reçoit des damnés des prophéties sur son destin et sur l'Italie, mais plus souvent encore, les âmes infernales lui demandent ce qui se passe dans le royaume des vivants.
De manière significative, la capacité divinatoire des damnés est illustrée dans ce Chant, Farinata conclut son discours en avertissant que lorsque le royaume de Dieu sera venu, le présent, le futur et le passé coïncideront et instantanément toute la conscience des damnés disparaîtra.
Il est intéressant de noter que cette capacité de prévoyance, valable pour tous les damnés (en effet, Ciacco, glouton, Farinata, épicurien, et Vanni Fucci, voleur, en donnent la preuve) dérive de la contre-attraction d'un péché commun à tous les damnés : avoir pensé uniquement au présent, et jamais à l'au-delà, au futur.
Dante, ayant résolu la question sur laquelle il se creusait les méninges lorsque Cavalcanti l'interrogeait sur le sort de son fils, supplie Farinata de prévenir son compagnon que Guido, toujours vivant, parcourt la terre. Virgile insiste pour aller plus loin et Dante ne peut que poser une dernière question fugace sur l'identité des autres esprits présents dans la tombe de Farinata. Il répond qu'ils sont plus d'un millier, dont Frédéric II, l'empereur désenchanté que les Guelfes appellent aussi l'Antéchrist, et le cardinal, c'est-à-dire Ottaviano degli Ubaldini, un ecclésiastique qui selon les anciens chroniqueurs croyait très peu en l'Église.

### Égarement de Dante: versets 121-136
Farinata disparaît et Dante reprend son voyage avec Virgile, mais il est troublé par la prophétie qu'il a entendue. Virgile lui demande des explications et le console en lui disant qu'il doit effectivement se souvenir de la prophétie, mais que lorsqu'il sera devant la douce lumière (al dolce raggio) de celle qui voit tout, c'est-à-dire Béatrice, il pourra connaître tout le cours de sa vie . Les deux poètes s'éloignent donc des murs et coupent le long d'un chemin qui descend jusqu'au bord du cercle suivant, d'où l'on peut déjà sentir une forte puanteur.